# (9589) Deridder
(9589) Deridder ist ein Asteroid des Hauptgürtels, der am 21. November 1990 vom belgischen Astronomen Eric Walter Elst am La-Silla-Observatorium (IAU-Code 809) der Europäischen Südsternwarte in Chile entdeckt wurde.
Der Asteroid wurde am 1. Mai 2003 nach dem belgischen Professor für Rechtswissenschaft an der Universität Gent Remi De Ridder (1843–1930) benannt, der 1881 durch die Regierung in die Schulkommission berufen wurde und dort das Monopol des Klerus im Schulsystem anprangerte.